# توني ماكفي
توني ماكفي (بالإنجليزية: Tony McPhee)‏ (1 أبريل 1914 بإدنبرة في المملكة المتحدة - 1960) هو لاعب كرة قدم بريطاني (وحمل سابقاً جنسية المملكة المتحدة لبريطانيا العظمى وأيرلندا) في مركز الهجوم. لعب مع كوفنتري سيتي ونادي ريدنغ ونادي ووركينغتون ونادي برادفورد بارك أفنيو.